# Blanca Estrada
Blanca Estrada (...) è un'ex schermitrice messicana.

## Palmarès
In carriera ha conseguito i seguenti risultati:
- Giochi Panamericani:

Città del Messico 1975: bronzo nel fioretto individuale.
Indianapolis 1987: bronzo nel fioretto a squadre.